# La Croix de l'empereur
 (juillet 2025).
Pour plus de détails, voir Fiche technique et Distribution.
La Croix de l'empereur est un film muet français réalisé par Louis Feuillade sorti en 1909.

## Distribution
- Maurice Vinot
- Alice Tissot
- Renée Carl